# Storå, Middelfart
Storå är ett vattendrag på Fyn i Danmark.  Det ligger i Region Syddanmark, 170 km väster om Köpenhamn. Den rinner upp vid Hoppehave Mølleskov väster om Veflinge, löper förbi Brenderup och mynnar i Båring Vig, en vik i Lilla Bält, cirka 14 kilometer öster om Middelfart.